# Stora Munnsjön
Stora Munnsjön är en sjö i Alingsås kommun i Västergötland och ingår i Göta älvs huvudavrinningsområde. Sjön har en area på 0,148 kvadratkilometer och ligger 107,9 meter över havet.

## Delavrinningsområde
Stora Munnsjön ingår i det delavrinningsområde (642803-130673) som SMHI kallar för Ovan Forsån. Medelhöjden är 101 meter över havet och ytan är 19,46 kvadratkilometer. Räknas de 26 avrinningsområdena uppströms in blir den ackumulerade arean 596,32 kvadratkilometer. Säveån som avvattnar avrinningsområdet har biflödesordning 2, vilket innebär att vattnet flödar genom totalt 2 vattendrag innan det når havet efter 60 kilometer. Avrinningsområdet består mestadels av skog (52 %), öppen mark (11 %) och jordbruk (15 %). Avrinningsområdet har 0,59 kvadratkilometer vattenytor vilket ger det en sjöprocent på 3 %. Bebyggelsen i området täcker en yta av 2,82 kvadratkilometer eller 14 % av avrinningsområdet.